# 담배가게 아가씨
담배가게 아가씨는 대한민국의 포크가수 송창식의 노래이다.
당시 대한민국에 유행하던 노래와는 다르게 가사가 직설적이고 즉흥적이라는게 특징이다.